# Będzin
Będzin járási jogú város Lengyelország déli részén a Dąbrówi medencében a Czarna Przemsza folyó mentén a Sziléziai fennsíkon a felső-sziléziai ipari körzetben a katowicei agglomerációban.
Będzin 60 ezer lakosú város, a Dąbrówi medence történelmi fővárosa. A legrégibb kis-lengyelországi városok közé tartozik (650 éve kapott magdeburgi városi jogokat). A będzini járás fővárosa. Kereskedelmi, pénzügyi-gazdasági (energetika, ipar) valamint adminisztratív és kulturális  központja a régiónak.

## Kerületei

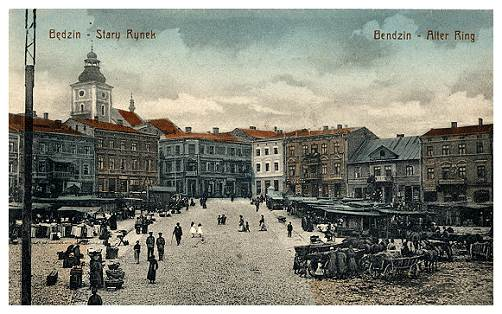
Będzinie régi piactere.

Będzin városrészei a térképen

- Belváros - óváros
- Małobądz
- Syberka
- Nowy Będzin
- Gzichów
- Warpie
- Ksawera
- Łagisza
- Grodziec
- Wojkowice

## Története

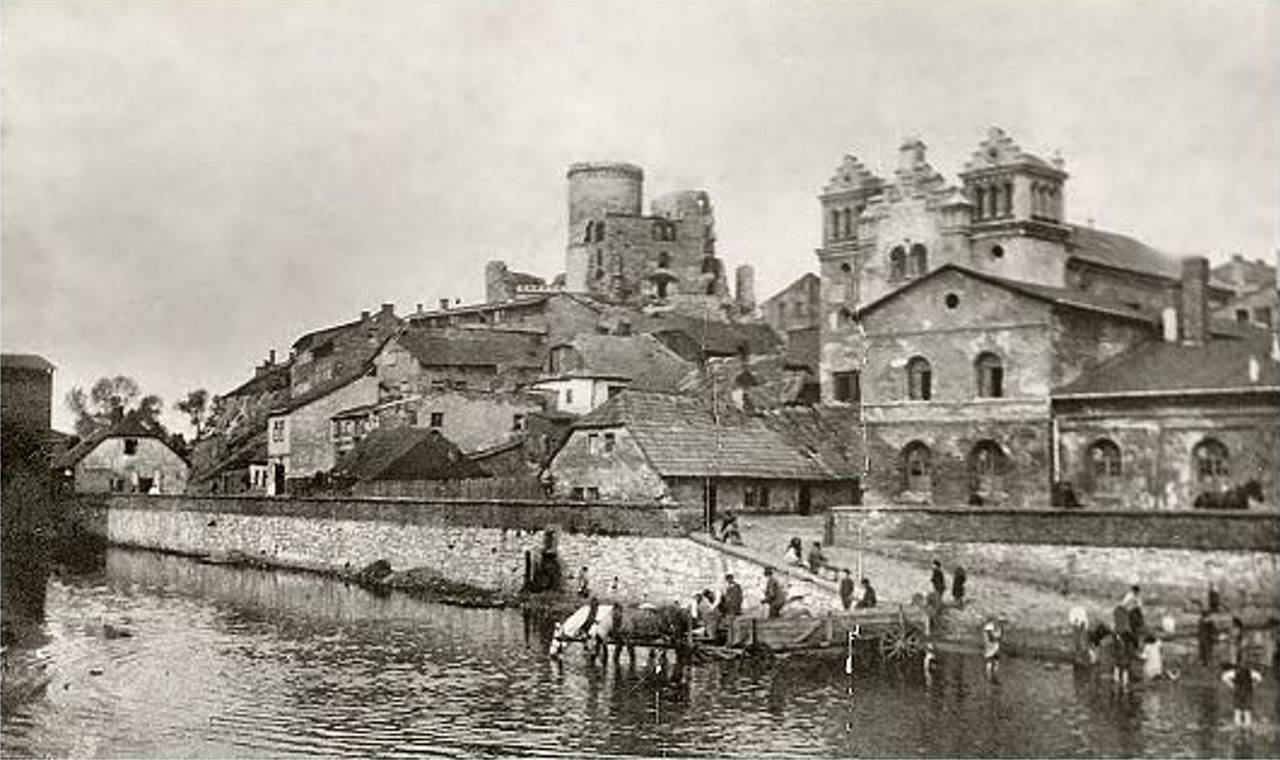
A vár és a zsinagóga látképe a 20. század elején

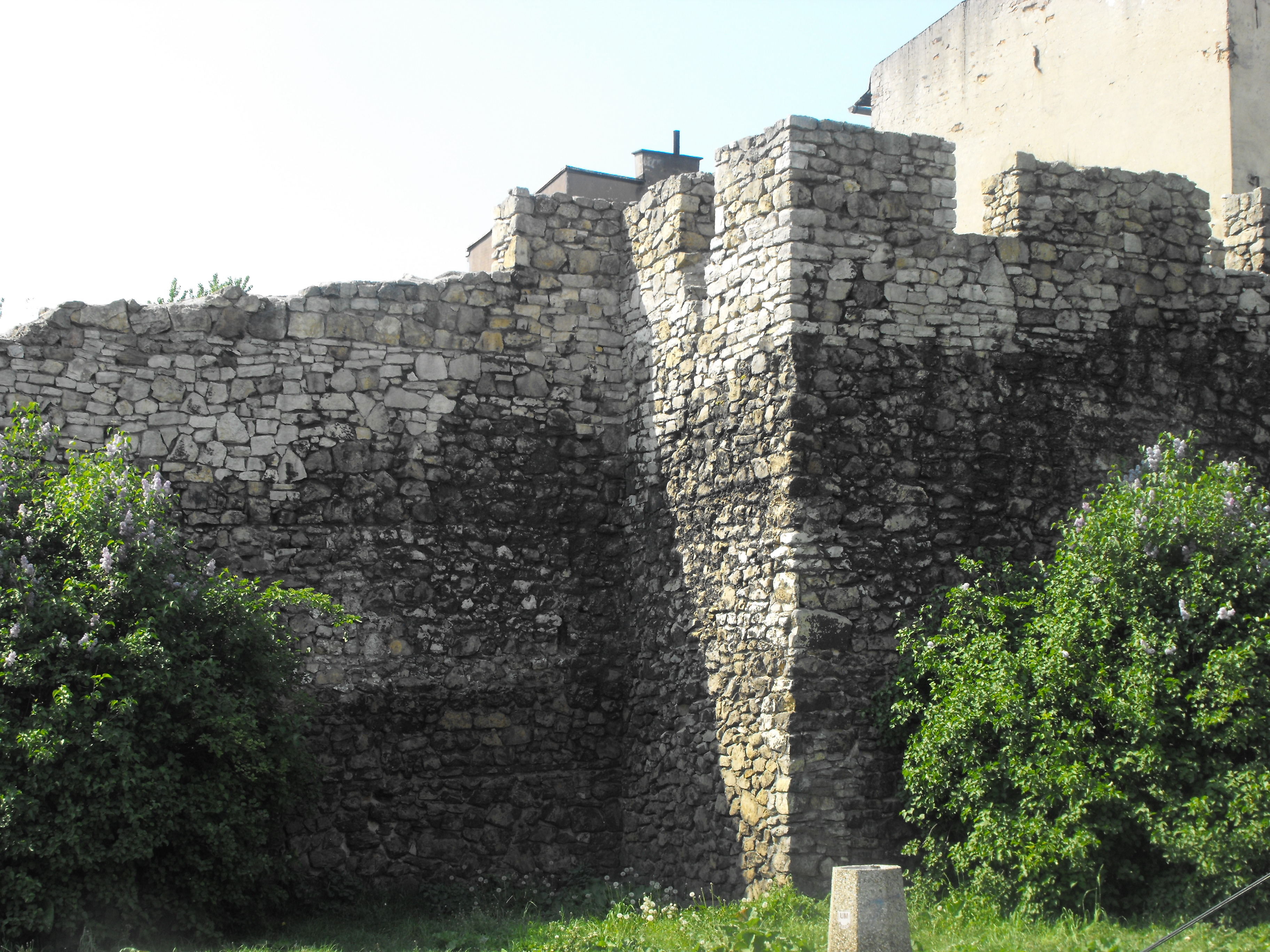
14. századi városfalak részlete

A "Będzin" név valószínűleg a Będa vagy Będzan személynévből ered. Története folyamán nevezték még a következőképpen is:  Banden, Bandin, Bandzien, Bondin, Bandzen, Bandzin, Bądzin, Bendzin, valamint (1939-1945) alatt a német megszállók Bendsburgnak is.
Az első település a vár területén a 9. századtól mutathatók ki, ahol megerősített földvár épült a Kijevből Krakkón keresztül Szilézia és Nürnberg felé vezető kereskedelmi út védelmére. Będzin falu legkorábbiemlítése 1301-ből ismert. Az 1340-es években lengyel városjogokkal város alakult belőle (biztosan létezett már 1349-ben) Nagy Kázmér a földvár helyén kőből épült várat emeltetett, a vásárokat tartó településnek 1358. augusztus 5-én magdeburgi városjogokat adományozott és kőfallal vette körül.
A város legvirágzóbb korszaka a Jagelló-dinasztia (16. század) uralkodása alatt volt a számos privilégiumnak köszönhetően, melyet a királyoktól kapott. 1565-ben Zsigmond Ágost évenként öt vásárt engedélyezett Będzinnek, amely tradíció mai napig fennáll. 1589-ben a będzini várban tartották az osztrák-lengyel tárgyalásokat III. Miksa osztrák főherceg trónkövetelésével kapcsolatban, melyek végül a Czeladźban aláírt będzini egyezséggel végződtek. A 16. században már rendezett  zsidó közösség volt a városban zsinagógával, fürdővel és zsidó temetővel a városfalakon kívül. 1655-ben a várost és a várat a svédek lerombolják, Będzin komoly gazdasági visszaesést szenved.
1795-ben Lengyelország harmadik felosztásakor Będzin rövid időre Poroszországhoz került, de 1807-től a Varsói Hercegséghez, majd a Lengyel Királysághoz tartozott.
A 18. század végén Dąbrowa környékén gazdag széntelepeket találtak és megkezdték kitermelését. A bányák és ólom-kohók megnyitása az egész Dąbrowai medence hirtelen gazdasági fejlődését indította el. 1858-ban megnyitották a Varsó-Bécs vasút Ząbkowicétől Sosnowiecig és Sziléziáig vezető szárnyvonalát, mely a várost is bekapcsolta a vasúti közlekedésbe. A zsidó lakosság szerepe fokozatosan növekszik a városban, többséget (80%) alkotnak.
Az első világháborúalatt a város és ipara komoly károkat szenvedett. A várost a közeli falvak és munkás lakótelepek hozzácsatolásával bővítették, ezek: Małobądz, Gzichów, Brzozowica, Ksawera és Koszelew. Az 1920-as és 1930-as évek alatt jelentős fejlődést élt meg a város, iskolák, vízvezeték, új vasútállomás, számos középület épül.
1939. szeptember 4-én kezdődött a német megszállás. 8-áról 9-ére virradó éjszaka a németek felgyújtották a zsinagógát a benne imádkozó zsidókkal együtt. 1942 végén Warpie területén a németek felállították a gettót a mintegy 30 000 zsidó számára, és hozzá csatolták a szomszédos Środulát Sosnowiecben. 1943 augusztusában a gettót likvidálták, az embereket megsemmisítő táborokba szállították.
A szovjet Vörös Hadsereg 1945. január 27-én foglalta el Będzint. Később újjáépítették a várat, melyben a városi múzeum kapott helyet. Nagy lakótelepek épültek: Ksawera, Syberka, a vári lakótelep Gzichówban, Warpie-kelet, Górki Małobądzkie és Podskarpie.

## Fordítás
Ez a szócikk részben vagy egészben a Będzin című lengyel Wikipédia-szócikk ezen változatának fordításán alapul.  Az eredeti cikk szerkesztőit annak laptörténete sorolja fel. Ez a jelzés csupán a megfogalmazás eredetét és a szerzői jogokat jelzi, nem szolgál a cikkben szereplő információk forrásmegjelöléseként.